# Emil Giurgea
Emil Giurgea (n. 1885, București – d. 1960, comuna Grădinari, județul Olt) a fost un fizician român, inginer, doctor în științe fizice, unul din întemeietorii radiocomunicațiilor în România.  A jucat un rol deosebit în introducerea și dezvoltarea radiotelegrafiei în România, realizând cu resurse proprii prima stație de telegrafie fără fir (TFF) românească și contribuind la realizarea primelor stații militare de radiotelegrafie (1914-1917). A activat ca profesor la Universitatea București și a fost membru al Societății Regale Române de Geografie.

## Biografie
S-a născut în 1885, în București, într-o familie cultă și înstărită. După ce urmează și absolvă cu examen de bacalaureat cursurile Liceului Mihai Viteazu, din București, este trimis de către familie la Paris pentru studiile superioare.

La Paris tânărul Emil Giurgea, fire disciplinată, studioasă și serioasă s-a simțit atras de noua invenție a epocii, radio-ul. Studiile le va face în laboratorul cunoscutului profesor Gabriel Lippmann, unde va efectua prima cercetare științifică a unui cercetător român, în domeniul radiotehnic - înregistrarea pe hârtie fotografică a semnalelor radio, cu ajutorul unui galvanometru sensibil cu spot luminos, proiectat de el și construit de cunoscuta firmă de specialitate Chovin-Arnaux (1911).

După obținerea licenței și a susținerea doctoratului cu teza Recherches expérimentales sur le phénomène de Kern en relation avec la déformation des diélectriques (1912), Emil Giurgea se întoarce în țară pentru a pune în aplicare lucrurile învățate. Din economiile proprii și-a umplut bagajele cu mai multe componente radio, printre care și câteva receptoare cu coheror Branly.

Revenit în România își construiește imediat un post TFF de amator, cu puterea de 8 kW, și prin acest lucru putând fi considerat pionerul radiotelegrafiei românești. În plan didactic, Emil Giurgea funcționează la catedra de Aplicații ale căldurii și electricității la Facultatea de științe a Universității din București. De asemenea, publică o serie de articole în periodicele profesionale românești.

În anul 1914, o dată cu declanșarea primului război mondial, deși România era o neutră, conducerea politică și militară se gândea la implicațiile asupra țării. Așa se face că, la solicitarea conducerii Armatei Române, pentru nevoi de apărare, Emil Giurgea instalează în septembrie 1914 postul său personal de TFF în Parcul Carol. Pentru emițător a folosit o bobina Ruhmkorff, condensatoare, baterii de acumulatoare și un manipulator Morse, pentru receptor a folosit un circuit oscilant format dintr-o bobină de self-inducție și un condensator variabil, un cristal de galenă și căști telefonice, iar antena era întinsă între Turnul lui Țepeș și vârful turlei Minaretului ce se află, atunci, pe insula din lacul parcului. Cu acest sistem de emisie-recepție Giurgea reușește, în septembrie 1914, să ia legătura cu Atena, în octombrie cu Milano, iar în noiembrie cu Parisul.

Ulterior el este consultat și implicat, în calitatea de specialist numărul 1 al României, în stabilirea amplasamentului următorului post TFF, de putere mult mai mare (150 kW), instalat astfel lângă Hipodromul de la Șosea, pe moșia fostei Școli Superioare de Agricultură de la Herăstrău, și ulterior (1916) în construirea rezervei de radiocomunicație TFF de la Vaslui (post de 30kW).

După război, Emil Giurgea se dedică activităților organizatorice și didactice în domeniul radio. El a jucat un rol deosebit în dezvoltarea rețelei de radiocomunicații în România, inclusiv a celei de radioamator. Prin decretul regal cu No. 3.604/23.07.1921 este numit, începând din 1 aprilie 1921, în postul de director de serviciu clasa III și însărcinat cu conducerea direcțiunii radio-comunicațiilor, pendinte de Ministerul Comunicațiilor, poziție din care se implică în sprijinirea Asociației Prietenii Radiofoniei.

A făcut parte din colectivul de redacție al Revistei Societăței de hidrologie medicală și climatologie, București (1922-1924).
Pasiunea sa pentru meseria aleasă este evidențiată și de informația că, la locuința sa din comuna Roșu (Ilfov), a realizat un laborator personal de fizică.

După al doilea război mondial Emil Giurgea intră într-un con de umbră, încetând din viață în anonimat, la București, în 1960.

## Lucrări publicate
- Recherches sur le phénomène de Kerr dans les vapeurs et les gaz, Paris, Gauthier-Villars Imprimeur-Libraire des Comptes rendus des séances de l'Académie des Sciences, [1911], 3 p. (Optique). (t. 153, p. 1461, séance du 26 décembre 1911)
- Recherches expérimentales sur la télégraphie sans fil (Dispositif pour mesures quantitatives par enregistrement photographique. Enregistrement graphique des radiotelégrammes. Dispositif annonçant l'arrivée des ondes dans l'antenne. Applications), Bulletin de la Société Roumaine des Sciences de Bucarest, XXI, 1912, Nr. 5, p. 80-115.
- Recherches expérimentales sur la télégraphie sans fil. (Dispositif pour mesures quantitatives par enregistrement photographique. Enregistrement graphique des radiotélégrammes. Dispositif annonçant l'arrivée des ondes dans l'antenne. Applications), Bucarest, Imprimerie de l'Etat, 1912. (Extrait du Bulletin de la Societe Roumaine des Sciences de Bucarest, Roumanie, An. XXI, Nr. 3 et 4).
- Contribution à l'étude expérimentale des conditions physiques de la cristallisation des métaux. Application à la prospection, Bulletin de la Société Roumaine des Sciences de Bucarest, XXI, 1912, Nr. 5, p. 1-16
- Contribution à l'étude expérimentale des conditions physiques de la cristallisation des métaux. Application à la prospection, Communication faite le 6 octobre 1912 au Congres de Galatz de l'Association Roumaine pour l'Avancement et la Vulgarisation des Sciences, Bucarest, Imprimerie de l'Etat, 1912, 16 p. cu ilustr. (Extrait du Bulletin de la Societe Roumaine des Sciences de Bucarest, Roumanie, An XXI, Nr. 5)
- Recherches expérimentales sur le phénomène de Kerr, Theses presentées a la Faculte des Sciences de l'Université de Paris pour obtenir le grade de docteur es sciences physiques, Soutenues le 22 mai 1912, devant la Commission d'Examen, Paris (Gauthier-Villars, Imprimeur-Libraire), 1912, 167 p.
- Recherches sur le phénomène de Kerr dans les vapeurs et les gaz, C.R. Tome CLIII, p. 1461, Paris, 1912
- Recherches expérimentales sur le phénomène de Kerr en relation avec la déformation des diélectriques, teză de doctorat, Paris, 1912
- Relativ la înființarea unui mare post de telegrafie fără fir în București. Foloasele telegrafiei fără fir Arhivat în 2 aprilie 2015, la Wayback Machine., Revista Natura, vol.08, octombrie 1912-iulie 1913, p. 289, București
- Desvoltarea și organizarea Serviciilor de Telegrafie fără fir în alte țări. Ce ar fi de dorit să se facă la noi, Iași, tipografia H. Goldner, 1913 (Extras din Revista Științifică V. Adamachi, Vol. IV, Nr. 4).
- Studiul elementelor electrice de tipul Leclanché construite în țară de casele Grau și Koeber, București, Imprimeria Statului, 1914 (Buletinul Societății Române de Științe din București, România, An. XXII, Nr. 6, pp. 355-364)
- Mesure quantitative de l'Alcalinité des Eaux minérales de Roumanie, Inst. d'Arts Graphiques Carol Göbl, 1914 (Extrait du Bulletin de la Section Scientifique de l'Académie Roumaine, III-ème année, 1914/1915, Nr. 1, paru le 15 juin 1914, pp. 18-23)
- Recherches sur la radioactivité des eaux minérales de Roumanie, Inst. d'Arts Graphiques Carol Göbl, 1914 (Extrait du Bulletin de la Section Scientifique de l'Académie Roumaine, III-ème année, 1914/1915, Nr. 2, paru le 15 juillet 1914, pp. 54-61)
- Mesure quantitative de la sensibilité des détecteurs à cristaux employés en télégraphie sans fil, Inst. d'Arts Graphiques Carol Göbl, 1914 (Extrait du Bulletin de la Section Scientifique de l'Académie Roumaine, II-ème année, 1913/1914, Nr. 6 paru le 13 janvier 1914, pp. 166-171.)
- Contribution à l'étude des propriétés physiques des eaux minérales de Roumanie. [Conductibilité électrolytique. Applications], Inst. d'Arts Graphiques Carol Göbl, 1914 (Extrait du Bulletin de la Section Scientifique de l'Académie Roumaine, II-ème année, 1913/1914, Nr. 6, paru le 13 janvier 1914, pp. 171-179)
- Recherches sur l'état colloidal et le pouvoir catalytique des eaux minérales de Roumanie. Complications dues a la presence des sels, Inst. d'Arts Graphiques Carol Göbl, 1914 (Extrait du Bulletin de la Section Scientifique de l'Académie Roumaine, II- ème année, 1914, Nr. 7, paru le 13 février 1914, pp. 192-201)
- Sur la variation du pouvoir catalytique des solutions salines et colloidales avec la concentration, Bucarest, Inst. d'Arts Graphiques Carol Göbl, 1914 (Extrait du Bulletin de la Section Scientifique de l'Académie Roumaine, II-ème année, 1914, Nr. 8, paru le 12 mars 1914, pp. 217-219)
- Sur l'influence de l'alcalinité dans la détermination du coefficient catalytique, Bucarest, Inst. d'Arts Graphiques Carol Göbl, 1914 (Extrait du Bulletin de la Section Scientifique de l'Académie Roumaine, II-ème année, 1914, Nr. 8, paru le 12 mars 1914, pp. 220-224)
- Sur l'altération des eaux minérales au contact des conduites métalliques. Avantages de l'emploi des conduites en grés emaillé, Bucarest, Inst. d'Arts Graphiques Carol Göbl, 1914 (Extrait du Bulletin de la Section Scientifique de l'Académie Roumaine, II-ème année, 1913/1914, Nr. 10, paru le 13 mai 1914, pp. 303-310)
- Contribution à l'étude des propriétés physiques des eaux minérales de Roumanie. Détermination du coefficient cryoscopique des eaux, Inst. d'Arts Graphiques Carol Göbl, 1914 (Extrait du Bulletin de la Section Scientifique de l'Académie Roumaine, II-ème année, 1913/1914, Nr. 10, paru le 13 mai 1914, pp. 311-319)
- Cum trebue să se facă studiul apelor minerale în conformitate cu cerințele Hydrologiei știițifice, Organizarea studiului și practicei Hydrologiei în alte țări. Ce ar fi de dorit să se facă la noi, București, tipografia Cultura, 1914, 15p.
- Le progrès dans la technique de la Télégraphie sans Fil. Le Système à Onde unique, Brăila, Imprimeria România, 1914, 16 p. (Extrait de la Revue Marine)
- Wireless telegraphy in Romania and its contributions to the economic development of the country, Editura Institutului economic românesc, București, 1926
- Telegrafia fără fir în România și desvoltarea economică a Țărei Arhivat în 7 mai 2015, la Wayback Machine., Buletinul Institutului Economic Românesc, 05, nr. 03, martie 1926, pp. 165-169, București